# گل اختر
گل اَختَر (نام علمی: Canna indica) نام یک گونه از سرده اختر و خانواده اختریان است.
گل اختر یک گیاه تابستانه با گل‌هایی در رنگ‌های متنوع است. اختر برگ‌های سبز بزرگ و ساقه‌های طویل و بدون انشعاب دارد. طول برگ‌ها ممکن است به ۴۰ تا ۵۰ سانتی‌متر برسد. رنگ برگ‌ها اغلب سبز است ولی گونه‌هایی با برگ‌های ارغوانی و شبیه به زرد و مسی‌رنگ نیز عرضه شده‌اند. برگ‌ها جزء قسمت زینتی گیاه بوده و به عنوان گیاه فضاپرکن و نقطه تأکید در وسط فضای سبز یا به عنوان دیوار پرچین در اطراف کرت‌ها می‌توان از آن استفاده کرد.
گل‌ها خوشه‌ای و رنگ‌های مختلف مانند زرد و نارنجی و قرمز و گاهی دورنگ هستند. میوه‌ها گلوله مانند و سفت و سخت است و حالتی شبیه گرز دارد.
اختر نسبت به سرمای زیاد حساس است. در تابستان به گل می‌نشیند و گلهای آن به رنگهای سرخ، نارنجی، زرد است. به‌دلیل اینکه برگ‌های بزرگ و متراکم تولید می‌کند در زمانی که گیاه روی گل نیست برای فضای سبز مناسب است. بخش تکثیری این گیاه، یک ریزوم بسیار جوان، فعال و مرتب در حال جوانه زدن است بنابراین می‌توان با قطعه کردن ریزوم این گیاه را تکثیر کرد. هم‌چنین ریزوم‌های برخی از بگونیاها و اخترها نمونه بارز این دسته از گیاهان می‌باشند.